# Chaim Ozer Grodzinski
Chaim Ozer Grodzinski (in ebraico חיים עוזר גרוז'נסקי‎?; Iwye, 24 agosto 1863 – Vilnius, 9 agosto 1940) è stato un rabbino e educatore lituano, ebreo.
È stato un preminente giudice rabbinico, posek (autorità halakhica), e studioso talmudista a Vilnius, Lituania, tra la fine del XIX e gli inizi del XX secolo. Durante i suoi 55 anni di servizio nella comunità, fu riconosciuto come il leader posek e guida spirituale della sua generazione, ricevendo richieste di sentenze halakhiche da tutte le parti del mondo e consultato su ogni questione ebraica comunitaria. Ebbe un ruolo fondamentale nel preservare le yeshiva lituane durante l'era comunista, salvando inoltre le yeshive della Polonia e della Russia durante l'invasione nazista della Polonia nel 1939, quando organizzò il loro trasferimento in città lituane.